# 縱帶擬海豬魚
縱帶擬海豬魚，為輻鰭魚綱鱸形目隆頭魚亞目隆頭魚科的其中一種，分布於西印度洋的馬爾地夫海域，棲息深度5-35公尺，體長可達10公分，棲息在礫石底質的礁石坡海域，生活習性不明。

## 擴展閱讀
維基物種上的相關：縱帶擬海豬魚